# 于志新
于志新（1955年8月—），男，辽宁（一作黑龙江）人，中国摄影家，第二届全国中青年德艺双馨文艺工作者。现任新华社中国图片期刊社副总编、高级记者。